# 881

سنة 881 كانت سنة بسيطة تبدأ يوم الأحد (سوف يظهر الرابط التقويم الكامل للعام) حسب التقويم اليولياني.

## أحداث
- تتويج كارل البدين إمبراطورًا على الإمبراطورية الرومانية المقدسة، توّجه البابا يوحنا الثامن.